# Сагарис

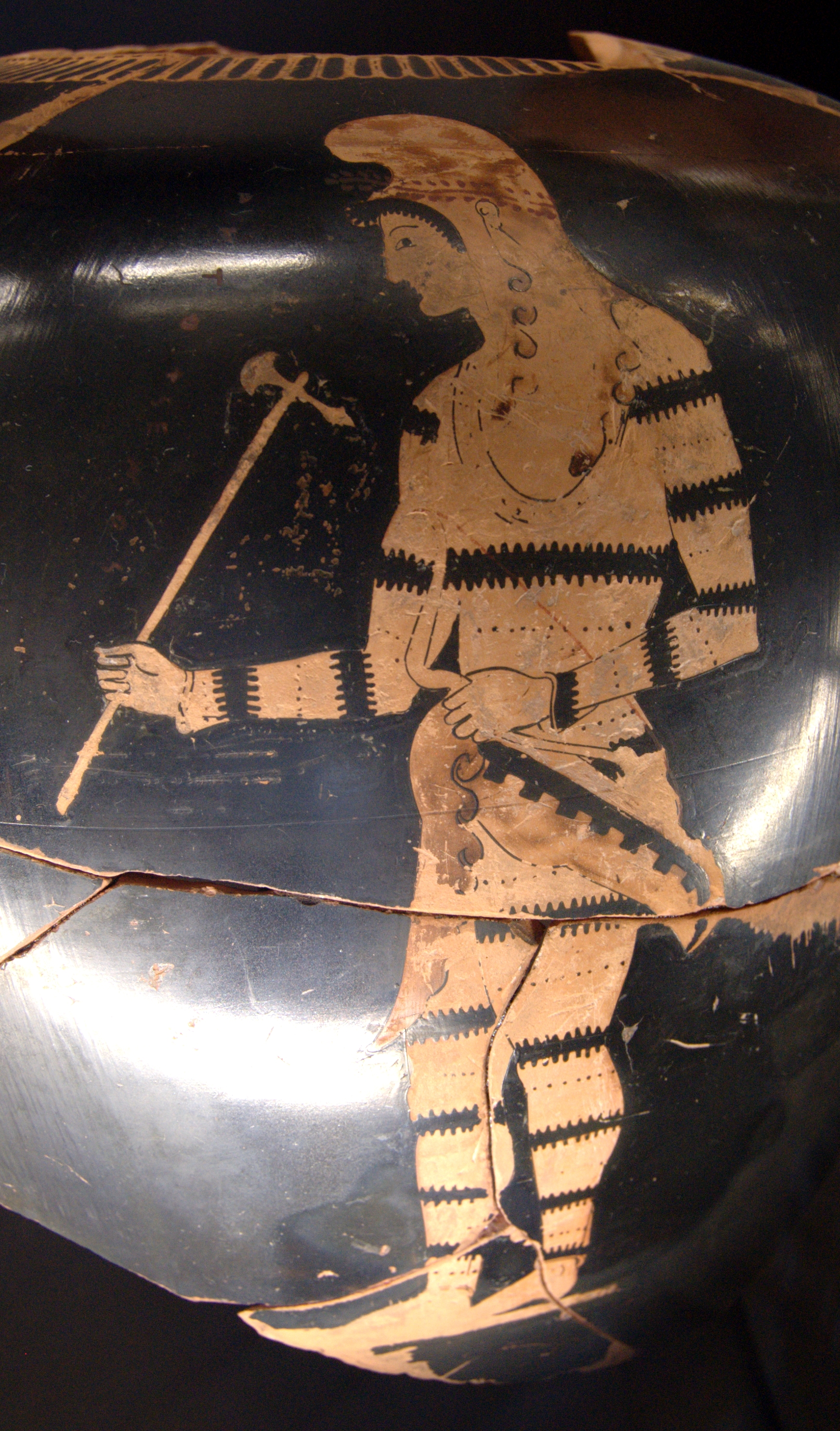
Сагарис у руках скіфського лучника

Сагарис (грец. σάγαρις) — перська, (скіфська, сакска) бойова сокира, скіфська за походженням. Геродот, описуючи саків-прямошапочників, повідомляє, що

«саки, вони ж скіфи, мали на головах прямі гострі шапки, вони носили анаксіріди, мали місцеві луки, кинджали та сокири-сагарії».
Геродот VII 64; L. Zgusta, Personennamen…

Це не традиційна перська зброя. Однак вона широко використовувалася на Близькому Сході залежними від персів державами та безпосередньо в перській армії.

Використання персами сокири згадується Геродотом у битві при Марафоні (від нього гине Каллімах). Плутарх в життєписі Олександра згадує про те, що Александр ледь не був убитий сокирою персом Спітрідатом у битві при Граніці.

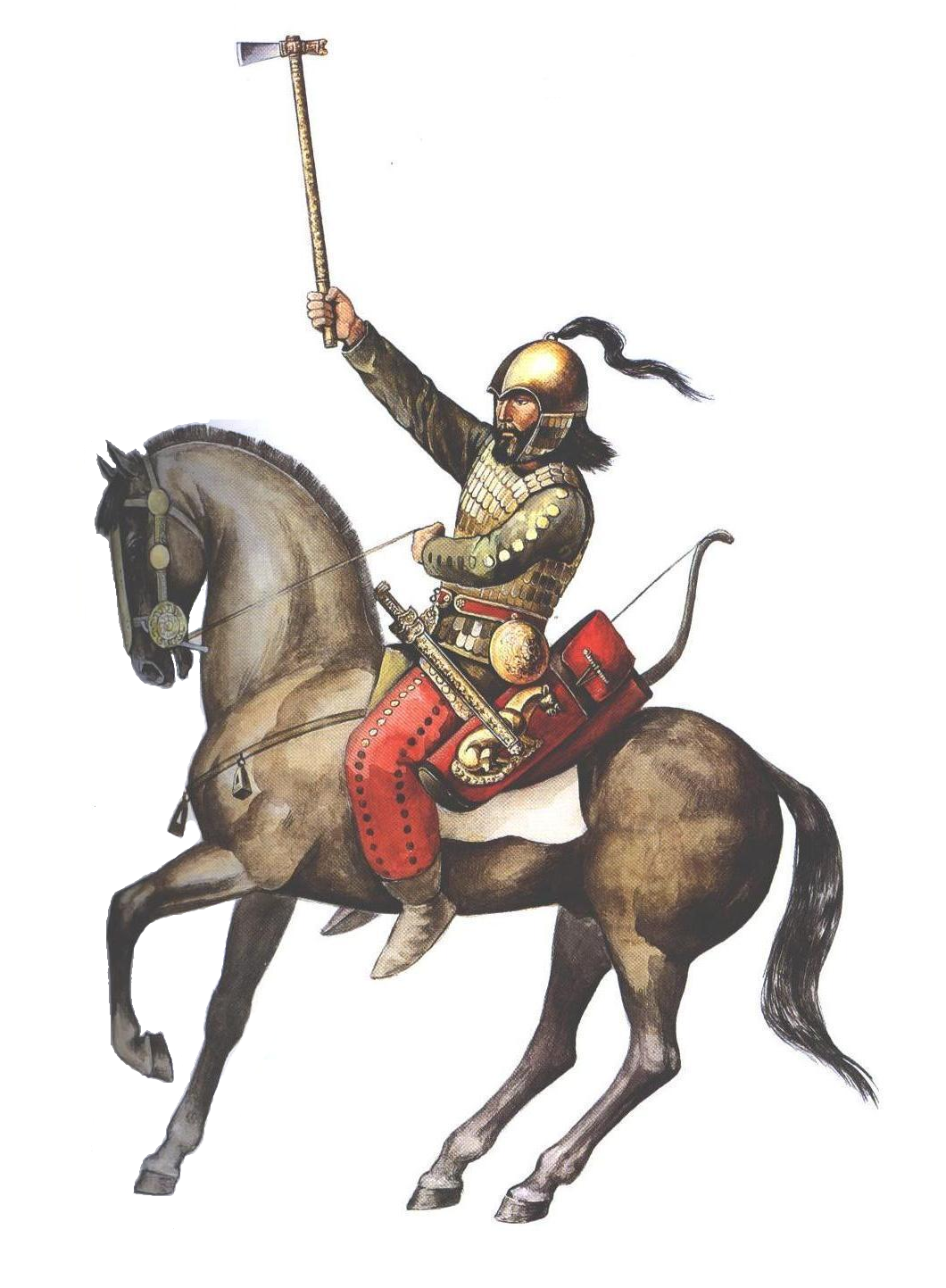
Сагарис в руках скіфського вершника

У сагариса була довга тонка ручка, витягнуте лезо з важким обухом зігнутої або загостреної форми. Вони були дуже різноманітні, але це була легка зброя, яка могла використовуватися і кіннотою і піхотою. Бувши досить легким, щоб ефективно використовуватися однією рукою, він був здатний пробити металевий шолом або броню. Своїм виглядом та застосуванням сагариси нагадують пізніші середньовічні чекани.